# انسان‌مرغ
انسان‌مرغ (نام علمی: Anthropornis) نام یک سرده از تیره پنگوئن است.